# Витковице
„МФК Ви́тковице“ (на чешки: Městský fotbalový klub Vítkovice) е чешки футболен клуб от град Острава, състезава се във Втора лига на Чехия. Основан в 1919 г., домакинските си мачове играе на „Градския стадион“, с капацитет 13 375 зрители. Най-големият успех на клуба е шампионската титла в Първенството на Чехословакия в 1986 г.
В 2011, клубът е обявен във фалит, и, въпреки положените усилия, е изваден от Трета дивизия, в която играе тогава. След изваждането, е създаден клуб „Витковице 1919“, в който остава, на практика, целият предишен състав, и който започва да играе в регионалните групи, издържайки се от играчите и привържениците.
В началото на сезон 2012/13 „Витковице 1919“ се обединява с „Фотбал Поруба 2011“ в МФК „Витковице“..

## Участия в Евротурнирите
в  Чехословакия:
- Чехословашка първа лига:
  -  Шампион (1): 1985/86
  -  Сребърен медал (1): 1986/87

Международни
- Купа Митропа:
  -  Второ място (1): 1982
- Купа Интертото:
  - Победители (1): 1983 (гр. 10)
- Купа на УЕФА:
  - 1/4 финалист (1): 1987/88

в  Чехия:
- Купа на Чехия:
  - 1/2 финалист (1): 1999/2000

### Предишни имена
| Години      | Име                                                   |
| ----------- | ----------------------------------------------------- |
| 1919 – 1922 | СК „Славой Витковице“ SK Slavoj Vítkovice             |
| 1922 – 1923 | СК „Витковице“ SK Vítkovice                           |
| 1923 – 1937 | ССК „Витковице“ SSK Vítkovice                         |
| 1937 – 1939 | СК „Железарни Витковице“ SK Železárny Vítkovice       |
| 1939 -1945  | ЧСК „Витковице“ ČSK Vítkovice                         |
| 1945 – 1948 | СК „Витковице Железарни“ SK Vítkovice Železárny       |
| 1948 - 1953 | „Сокол Витковице Железарни“ Sokol Vítkovice Železárny |
| 1953 -1957  | „Баник Витковице“ Baník Vítkovice                     |
| 1957 – 1979 | ТЕ „ВЖКГ Острава“ TJ VŽKG Ostrava                     |
| 1979 - 1993 | ТЕ „Витковице“ TJ Vítkovice                           |
| 1993 - 1994 | ФК „Витковице Ковкор“ FC Vítkovice Kovkor             |
| 1994 – 1995 | ФК „Карвиня-Витковице“ FC Karviná-Vítkovice           |
| 1995 - 2012 | ФК „Витковице“ FC Vítkovice                           |
| 2012 -      | МФК „Витковице“ Městský Fotbalový Klub Vítkovice      |

## Участия в Евротурнирите
| Сезон   | Турнир                        | Кръг         | Съперник         | 1 мач | 2 мач   |  |
| ------- | ----------------------------- | ------------ | ---------------- | ----- | ------- |  |
| 1986/87 | Купа на европейските шампиони | Първи кръг   | Пари Сен Жермен  | 2:2   | 1:0     |  |
| 1986/87 | Купа на европейските шампиони | Втори кръг   | Порто            | 1:0   | 0:3     |  |
| 1987/88 | Купа на УЕФА                  | Първи кръг   | АИК              | 1:1   | 2:0     |  |
| 1987/88 | Купа на УЕФА                  | Втори кръг   | Дънди Юнайтед    | 2:1   | 1:1     |  |
| 1987/88 | Купа на УЕФА                  | Трети кръг   | Витория Гимараеш | 0:2   | (2 – 0) |  |
| 1987/88 | Купа на УЕФА                  | Четвъртфинал | Еспаньол         | 0:2   | 0:0     |  |

## Срещи с български отбори
„Тракия“ (Пловдив)
През 1983 година Витковице печели своята група в Интертото, като единствената им загуба там е разгромът като гост на  „Тракия“ (сега „Ботев“) с 1:5.
„Средец“ (София)
Преди да започне битките в КЕШ, Витковице се включва в битката за купата „Интертото“, където среща българския „Средец“ (ЦСКА). Отборът на Димитър Пенев печели в Острава с 3:1 с голове на Лъчезар Танев, Любослав Пенев и Христо Стоичков. В ответният мач чехите печелят с 1:0 в София след автогол на вратаря Йордан Филипов и пропусната дузпа от Йордан Димитров.

## Известни футболисти
- Ярослав Запалка
- Милан Лишаник
- Олдржих Шкарецки
- Лубомир Влък
- Бохуш Келер
- Станислав Достал
- Иржи Шоурек
- Иво Кралик
- Збинек Хушка
- Лудек Ковачик
- Индржих Кушнир
- Зденек Лоренц
- Зденек Сватонски
- Алоис Грусман